# Serge Bourguignon
Serge Bourguignon (ur. 3 września 1928 w Maignelay-Montigny) – francuski reżyser i scenarzysta filmowy. Jego najgłośniejszy film Niedziele w Avray (1962) zdobył Oscara dla najlepszego filmu nieanglojęzycznego, a sam Bourguignon był również nominowany za scenariusz adaptowany. Później nakręcił jeszcze film Dwa tygodnie we wrześniu (1967) z Brigitte Bardot w roli głównej, po którym właściwie zakończył swoją dobrze zapowiadającą się karierę, pracując później jedynie sporadycznie.